# Black October
Black October – czwarty studyjny album amerykańskiego rapera Sadata X członka Brand Nubian, wydany 3 października 2006 roku nakładem wytwórni Riverside Drive Records.

## Lista utworów
Opracowano na podstawie źródła.
1. "Black October"
2. "Throw the Ball"
3. "The Post"
4. "If You" (gość. Boss Money Gangstas, Big Meg i Tommy Gibbs)
5. "Million Dollar Deal"
6. "X is a Machine"
7. "Interlude"
8. "Eternally Yours"
9. "Untraceable"
10. "My Mind" (gość. Nice)
11. "Chosen Few" (gość. Lord Jamar i Grand Puba)
12. "On the Come Thru"
13. "Who"
14. "Momentary Outro"
15. "The God is Back 2"
16. "Why"